# 沖縄製糖
沖縄製糖株式会社（おきなわせいとう）は、沖縄県那覇市に本社を置き、宮古島市に製糖工場を有する製糖会社である。なお、正式な商号は旧字体の「繩」を使用した沖繩製糖株式会社である。

## 概要
沖縄県における製糖会社の系譜は複雑であり、沖縄製糖を名乗った企業は4社存在するが、いずれも1913年（大正2年）に台湾で設立された台南製糖に連なっており、現在の沖縄製糖も台南製糖を前身とする。
製糖工場が所在する宮古島市では、島内の他の製糖工場と共に石油卸会社りゅうせきと共同で、サトウキビの精製過程で出る廃糖蜜から自動車用エタノール燃料を作る取り組みを行っている。

## 工場
- 宮古工場
  - 所在地 - 沖縄県宮古島市下地字上地725

## 沿革

### 沖縄製糖（初代）・沖台拓殖製糖
- 1909年（明治42年）1月 - 沖縄県臨時糖業改良事務局の西原工場が操業開始[4]。
- 1910年（明治43年） - 沖縄製糖株式会社（初代）設立[4]。
- 1911年（明治44年） - 嘉手納工場竣工[4]。
- 1912年（明治45年/大正元年）
  - 1月 - 嘉手納工場操業開始[4]。
  - 西原工場の払い下げを受ける[5]。
  - 台湾に進出し沖台拓殖製糖株式会社に改称[6]。
- 1915年（大正4年） - 豊見城工場を新設[4]。
- 1917年（大正6年）12月 - 台南製糖に合併される[5]。

### 沖縄製糖（2代）
- 1916年（大正5年）8月 - 沖縄製糖株式会社（2代）設立[4]。
- 1917年（大正6年）
  - 2月 - 高嶺工場が竣工（翌1918年（大正7年）1月に操業開始）[4]。
  - 2月 - 宜野湾工場が竣工[7]。
  - 6月 - 台南製糖に合併される[5]。

### 台南製糖・沖縄製糖（3代）
- 1913年（大正2年）2月 - 台湾にて台南製糖株式会社設立[5]。
- 1917年（大正6年）
  - 6月 - 沖縄製糖（2代）を合併[5]。
  - 12月 - 沖台拓殖製糖を合併[5]。
- 1919年（大正8年） - 東洋製糖から宮古工場の設置権の譲渡を受ける[4]。
- 1921年（大正10年） - 宮古工場建設[8]。
- 1922年（大正11年）4月 - 宜野湾工場が嘉手納工場に合併される[4]。
- 1923年（大正12年）2月 - 宮古工場操業開始[4]。
- 1927年（昭和2年） - 台湾の事業を分離して昭和製糖株式会社とする[6]。
- 1929年（昭和4年）9月 - 豊見城工場が宮古工場に合併される[4]。
- 1932年（昭和7年） - 沖縄製糖株式会社（3代）に改称[6]。
- 1945年の終戦直前の時点では、沖縄本島に3工場（嘉手納・西原・高嶺）、宮古島に1工場を有していた[9]。

### 沖縄製糖（4代）
- 1952年（昭和27年）9月12日 - 資本金17万5,000ドルで沖縄製糖株式会社（4代）設立[9][8]。社長であった鳥井信治郎が経営から撤退したため、同社支配人であった竹野寛才（竹野一郎の父）が経営を引継ぎ社長に就任した[10]。
- 1953年（昭和28年）3月25日 - 宮古工場操業開始[8]。
- 1960年（昭和35年）6月 - 宮古工場の処理能力を1日あたり250トンから500トンに増強[9]。
- 1962年（昭和37年）10月 - 宮古工場の処理製糖能力を1日あたり500トンから1,000トンに増強[9]。
- 1982年（昭和57年）11月 - 株式分割により額面152.5円を50円に変更。